# 大蔵永常
大蔵 永常（おおくら ながつね、明和5年〈1768年〉- 万延元年12月16日〈1861年1月26日〉？）は、江戸時代の農学者。宮崎安貞・佐藤信淵とともに江戸時代の三大農学者の一人。三河国田原藩産物御用掛や遠江国浜松藩の興産方を務める。

## 人物
通称、亀太郎・徳兵衛・喜内。字は猛純。号は亀翁、愛知園主人、黄葉園主人。田原藩在住時代は日田喜太夫と称す。浜松興産方の頃には「金無し大先生」とあだ名がつけられたといわれる。ちなみに、永常の名は、祖先が、古代から中世にかけて日田を統治していた大蔵姓日田氏ということにちなみ、代々、"永"の字を名乗る慣わしがあったことにて名乗ったとされている。

## 経歴
1768年（明和5年）、豊後国日田郡（現在の大分県日田市隈町二丁目）の製蝋問屋㊂鍋屋に営む職人の伊助の次男として生まれる。当主である祖父伝兵衛も綿屋と号する綿花を栽培する職人であったが、先祖は武士で豊後大蔵氏の一族であった。
初め父と同じ問屋で丁稚として働くが、天明の大飢饉に際して現金化できる作物の必要性に気づき、大阪や江戸を中心に全国を旅し、農村の実態を研究した。やがて、米麦等の穀類の増産や副業的な特用作物の栽培と製造・加工等の多角経営を行うことを主張する。
寛政8年（1796年）彼が29歳の時、長崎より大阪に渡り、苗木商を営む。その傍ら初の著書である『農家益』を著し、その後も次々の同様の農業書を著した。出版を刊行していくにつれて、社会的地位が向上すると、次第に交友が豊かになっていき、この頃には大塩平八郎の縁故者を妻として娶っている。
1834年（天保5年）、67歳にして、田原藩江戸詰家老の渡辺崋山の推挙により田原藩に六人扶持で仕官し、興産方産物掛という農業指導者の役職に就いた。田原移住後は日田喜太夫と称した。しかし、1839年（天保10年）の蛮社の獄で崋山が蟄居となったため、崋山と親しかった永常も追放された。岡崎藩に移住するも病気の妻と未婚の娘を抱えた生活は貧窮を極めたが、1842年（天保13年）浜松藩に興産方として仕官した。その後、天保の改革の失敗や妻の死去もあり、浜松から江戸へ移るが、87歳以降の詳細は不明。永常の死後、『広益国産考』（1859年刊）が刊行された。
1917年（大正6年）、正五位を追贈された。

## 主要著書
永常は未刊のものも含め、生涯で約80冊もの農書を執筆した。集大成的な意味を持つ最後の『広益国産考』を除いて個々の著作の扱う主題はきわめて限定的である。またすぐに内容を察することのできる平明な題名も特徴の一つである。
- 『農家益』（全3巻・1802年（享和2年）刊）

永常の第1作。ハゼノキの栽培法と製蝋技術を解説したもの。
- 『老農茶話』（全1巻、1804年（文化元年）刊）

稲の「はさ掛け」（収穫後の稲束の乾燥）や、シナノキの樹皮から繊維を取り縄や布を織るための方法を述べたもの。
- 『農家益後篇』（全2巻・1810年（文化7年）刊）

正篇に続きハゼノキについて扱う。
- 『農具便利論』（全3巻・1822年（文政5年）刊）

鍬を始めとする、あらゆる種類の農具を各部分の寸法・重量も含め詳細に図解したもの。全般的に農具に関する記述が乏しい日本農書のなかで、農具を主題とした著作であること、また読者からの情報提供を呼びかけ増補を期した点で画期的である。
- 『再種方』（1824年（文政7年）刊）
- 『豊稼録』（1824年刊）

害虫の防除を中心に扱ったもの。
- 『除蝗録』（1826年（文政9年）刊）

稲の害虫であるウンカの防除法（鯨油を水田に流す）を述べたもの。前記『豊稼録』の内容を訂正・増補。挿絵は長谷川雪旦。
- 『製葛録』（1828年（文政11年）刊）

葛の採取やクズ粉の製法などを述べたもの。
- 『油菜録』（1829年（文政12年）刊）

菜種の栽培法を解説したもの。
- 『農家肥培論』（文政年間後期の成立で刊行は明治期）
- 『綿圃要務』（1834年（天保5年）刊）

畿内・山陽地方における棉作を解説したもの。
- 『門田之栄』（1835年（天保6年）刊）
- 『製油録』（1836年（天保7年）刊）

菜種油の絞り方について解説したもの。
- 『国産考』（1842年（天保13年）刊）

後の『広益国産考』第1巻・第2巻に当たる部分。
- 『山家薬方集』
- 『後編除蝗録』
- 『救民日用食物能毒集』
- 『勧善夜話後編』
- 『農家益続篇』（1854年（安政元年）刊）
- 『広益国産考』（全8巻・1859年（安政6年）刊）

ハゼノキ・棉・サトウキビ・茶などの工芸作物やさまざまな加工製品など販売に有利な60種類の品目をとりあげ解説し、同時に各藩の支援による特産物育成を主張した。永常の農学の集大成とされる。
など